# Дмитренко, Руслан Григорьевич
Руслан Григорьевич Дмитренко (род. 22 марта 1986 года в Кировом) — украинский спортсмен-легкоатлет, рекордсмен Украины, специализируется в спортивной ходьбе на 20 километров. Двукратный серебряный призёр Универсиады в Казани, обладатель Кубка мира 2014 года.
Представляет команду Донецкой области, до начала вооружённого конфликта проживал в Донецке.

## Биография
В детстве Руслан посещал много секций: сначала был футбол, далее — баскетбол, потом попробовал себя в боксе, даже принимал участие в чемпионате Украины и занял четвёртое место в своей возрастной категории. В конце концов, остановил свой выбор на лёгкой атлетике — поступил в Броварской спортивный интернат. Занимался бегом в течение трёх-четырёх лет, но результаты не росли. Затем тогдашний тренер Руслана — Александр Фёдорович Григоренко — предложил ему попробовать себя в спортивной ходьбе. В 2008 году он переехал в Донецк в группу молодого тренера Дениса Тобиаса. Была изменена структура тренировок и сама подготовка, и результаты стали улучшаться. В том же году он сделал на руке татуировку на китайском со словами «выносливость, достижения, победа».
На чемпионате мира 2011 года в спортивной ходьбе на 20 километров занял седьмое место. Представлял Украину на летних Олимпийских играх 2012 года.
На летней Универсиаде 2013, которая проходила с 6 по 17 июля в Казани, Руслан представлял Украину в двух дисциплинах и завоевал две серебряные награды. В индивидуальных соревнованиях по спортивной ходьбе на 20 километров украинец был вторым (1:20:54), уступив только представителю России Андрею Кривову (1:20:47). Бронзовую медаль завоевал также россиянин Денис Стрелков. В командных соревнованиях вместе с Дмитренко Украину представляли Иван Лосев, Игорь Главан и Назар Коваленко. Украинские атлеты показали второй результат 4 часа 8 минут 9 секунд, уступив лишь россиянам (4:04:31), но существенно опередив команду Канады (4:20.35).
На Кубке мира по спортивной ходьбе 2014 в китайском городе Тайцан Руслан одержал победу на дистанции 20 км, установив национальный рекорд 1:18:37. На Олимпиаде 2016 года Дмитренко выступал в ходьбе на 20 км и занял 16-е место.
27 февраля 2019 года Руслан Дмитренко был дисквалифицирован до 4 мая 2020 года за нарушение антидопинговых правил с аннулированием всех результатов спортсмена, показанных за период с 14 августа 2009 по 3 августа 2012 года. Известие о начале антидопингового расследования появилось незадолго до Командного чемпионата мира 2018, в котором спортсмен должен был участвовать и от которого он отказался.
В мае 2020 года были пересмотрены результаты чемпионата Европы 2014, в рамках чего дисквалифицировали россиянина Александра Иванова, а Руслан Дмитренко получил бронзовую медаль.